# Daniel Maes
Daniel Maes, né le 7 juillet 1966, est un joueur de football belge, qui évoluait au poste de défenseur. Il a disputé plus de 200 matches de première division durant sa carrière. Il est décédé le 19 août 2007 dans un accident de voiture dans la commune de Sinaai,.

## Statistiques saison par saison
| Saison    | Club            | Pays | Championnat | Matches | Buts |
| --------- | --------------- | ---- | ----------- | ------- | ---- |
| 1985-1986 | Saint-Nicolas   |      | Division 2  | 7       | 0    |
| 1986-1987 | Saint-Nicolas   |      | Division 2  | 15      | 0    |
| 1987-1988 | Saint-Nicolas   |      | Promotion   | ?       | ?    |
| 1988-1989 | Saint-Nicolas   |      | Division 3  | ?       | ?    |
| 1989-1990 | Saint-Nicolas   |      | Division 2  | 28      | 0    |
| 1990-1991 | Saint-Nicolas   |      | Division 2  | 30      | 1    |
| 1991-1992 | Saint-Nicolas   |      | Division 2  | 29      | 5    |
| 1992-1993 | Saint-Nicolas   |      | Division 2  | 30      | 3    |
| 1993-1994 | KV Ostende      |      | Division 1  | 31      | 2    |
| 1994-1995 | KV Ostende      |      | Division 1  | 33      | 1    |
| 1995-1996 | KV Ostende      |      | Division 2  | 31      | 0    |
| 1996-1997 | KRC Harelbeke   |      | Division 1  | 31      | 2    |
| 1997-1998 | KRC Harelbeke   |      | Division 1  | 32      | 0    |
| 1998-1999 | KRC Harelbeke   |      | Division 1  | 29      | 1    |
| 1999-2000 | KRC Harelbeke   |      | Division 1  | 32      | 0    |
| 2000-2001 | KRC Harelbeke   |      | Division 1  | 31      | 1    |
| 2001-2002 | KRC Zuid-West   |      | Division 2  | 10      | 0    |
| 2002-2003 | Eendracht Alost |      | Division 3  | 18      | 1    |
| 2003-2004 | Eendracht Alost |      | Division 2  | 14      | 0    |